# Manuel Reuter
Manuel Reuter (Magonza, 6 dicembre 1961) è un pilota automobilistico tedesco.

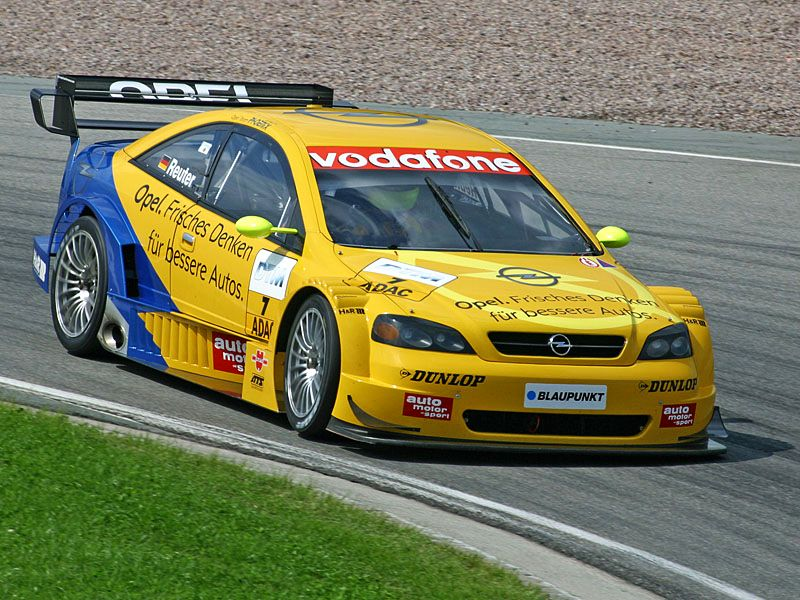
Reuter su Opel Astra V8 Coupe (2002).

Ha vinto la 24 Ore di Le Mans due volte, nel 1989 per la Sauber-Mercedes e nel 1996 per Joest Racing.
Ha anche vinto il Deutsche Tourenwagen Meisterschaft / ITC nel 1996 con la Opel Calibra V6.
Reuter ha continuato a gareggiare nel DTM fino al ritiro della Opel dal campionato per tagli finanziari della casa madre GM.
Adesso e ambasciatore di marca, istruttore di guida e collaudatore per la Opel Performance Center (OPC). Con le vetture Opel OPC ha stabilito nuovi record di categoria sul circuito tedesco del Nürburgring.

## Risultati

### Risultati nel Campionato del mondo sportprototipi
| 1985 | Scuderia              | Vettura        | Italia (bandiera)   | Italia (bandiera)  | Regno Unito (bandiera) | Francia (bandiera)     | Germania Ovest (bandiera) | Canada (bandiera)         | Belgio (bandiera)      | Regno Unito (bandiera)    | Giappone (bandiera) | Malaysia (bandiera) |                      | Punti | Pos. |
| ---- | --------------------- | -------------- | ------------------- | ------------------ | ---------------------- | ---------------------- | ------------------------- | ------------------------- | ---------------------- | ------------------------- | ------------------- | ------------------- | -------------------- | ----- | ---- |
| 1985 | Gebhardt Motorsport   | Gebhardt JC853 |                     |                    |                        |                        | Rit                       |                           |                        |                           |                     |                     |                      | 0     | NC   |
| 1987 | Scuderia              | Vettura        | Spagna (bandiera)   | Spagna (bandiera)  | Italia (bandiera)      | Regno Unito (bandiera) | Francia (bandiera)        | Germania Ovest (bandiera) | Regno Unito (bandiera) | Germania Ovest (bandiera) | Belgio (bandiera)   | Giappone (bandiera) |                      | Punti | Pos. |
| 1987 | Kouros Racing         | Sauber C9      |                     |                    |                        |                        |                           | Rit                       |                        |                           |                     |                     |                      | 0     | NC   |
| 1987 | Formel Rennsportclub  | Sauber C9      |                     |                    |                        |                        |                           |                           |                        | NP                        |                     |                     |                      | 0     | NC   |
| 1987 | Brun Motorsport       | Porsche 962    |                     |                    |                        |                        |                           |                           |                        |                           |                     | Rit                 |                      | 0     | NC   |
| 1988 | Scuderia              | Vettura        | Spagna (bandiera)   | Spagna (bandiera)  | Italia (bandiera)      | Regno Unito (bandiera) | Francia (bandiera)        | Rep. Ceca (bandiera)      | Regno Unito (bandiera) | Germania Ovest (bandiera) | Belgio (bandiera)   | Giappone (bandiera) | Australia (bandiera) | Punti | Pos. |
| 1988 | Brun Motorsport       | Porsche 962    | 6                   | 4                  | Rit                    |                        | Rit                       |                           |                        | 5                         | 4                   |                     |                      | 58    | 18º  |
| 1988 | Porsche Kremer Racing | Porsche 962    |                     |                    |                        |                        |                           |                           |                        |                           |                     | Rit                 |                      | 58    | 18º  |
| 1989 | Scuderia              | Vettura        | Giappone (bandiera) | Francia (bandiera) | Spagna (bandiera)      | Regno Unito (bandiera) | Germania Ovest (bandiera) | Regno Unito (bandiera)    | Belgio (bandiera)      | Messico (bandiera)        |                     |                     |                      | Punti | Pos. |
| 1989 | Porsche Kremer Racing | Porsche 962    |                     |                    |                        |                        |                           |                           |                        | 9                         |                     |                     |                      | 2     | 49º  |
| 1990 | Scuderia              | Vettura        | Giappone (bandiera) | Italia (bandiera)  | Regno Unito (bandiera) | Belgio (bandiera)      | Francia (bandiera)        | Germania (bandiera)       | Regno Unito (bandiera) | Canada (bandiera)         | Messico (bandiera)  |                     |                      | Punti | Pos. |
| 1990 | Richard Lloyd Racing  | Porsche 962    | 15                  | 17                 | 11                     | 6                      | Rit                       | Rit                       | 11                     | 3                         | Rit                 |                     |                      | 3     | 26º  |
| 1991 | Scuderia              | Vettura        | Giappone (bandiera) | Italia (bandiera)  | Regno Unito (bandiera) | Francia (bandiera)     | Germania (bandiera)       | Francia (bandiera)        | Messico (bandiera)     | Giappone (bandiera)       |                     |                     |                      | Punti | Pos. |
| 1991 | Porsche Kremer Racing | Porsche 962    | 3                   | 5                  | 8                      | 9                      | 3                         | 6                         | Rit                    | Rit                       |                     |                     |                      | 43    | 11º  |

### Risultati nella 24 Ore di Le Mans
| Anno | Classe | N° | Gomme | Vettura                                               | Squadra               | Co-pilota                                         | Giri | Pos. Assol. | Pos. di Classe |
| ---- | ------ | -- | ----- | ----------------------------------------------------- | --------------------- | ------------------------------------------------- | ---- | ----------- | -------------- |
| 1988 | C1     | 4  | M     | Porsche 962C Porsche Type-935 3.0L Turbo Flat-6       | Camel Brun Motorsport | Walter Lechner Franz Hunkeler                     | 91   | DNF         | DNF            |
| 1989 | C1     | 63 | M     | Sauber C9 Mercedes-Benz M119 5.0L Turbo V8            | Team Sauber Mercedes  | Jochen Mass Stanley Dickens                       | 389  | 1º          | 1º             |
| 1990 | C1     | 43 | G     | Porsche 962C GTi Porsche Type-935 3.0L Turbo Flat-6   | Richard Lloyd Racing  | Jyrki Juhani Järvilehto "JJ Lehto" James Weaver   | 181  | DNF         | DNF            |
| 1991 | C2     | 11 | Y     | Porsche 962CK6 Porsche Type-935 3.2L Turbo Flat-6     | Porsche Kremer Racing | Harri Toivonen Jyrki Juhani Järvilehto "JJ Lehto" | 343  | 9º          | 9º             |
| 1992 | C3     | 51 | Y     | Porsche 962CK6 Porsche Type-935 3.0L Turbo Flat-6     | Porsche Kremer Racing | John Nielsen Giovanni Lavaggi                     | 334  | 7º          | 2º             |
| 1993 | C2     | 17 | G     | Porsche 962C Porsche Type-935 3.0L Turbo Flat-6       | Joest Porsche Racing  | Frank Jelinski Louis Krages "John Winter"         | 282  | DNF         | DNF            |
| 1996 | LMP1   | 7  | G     | TWR-Porsche WSC-95 Porsche Type-935 3.0L Turbo Flat-6 | Joest Racing          | Davy Jones Alexander Wurz                         | 354  | 1º          | 1º             |

### Risultati nella 12 Ore di Sebring
| Anno    | Scuderia             | Costruttore | Vettura      | Numero | Categoria    | Classe | Co-Pilota                                | Giri | Risultato di classe | Risultato assoluto |
| ------- | -------------------- | ----------- | ------------ | ------ | ------------ | ------ | ---------------------------------------- | ---- | ------------------- | ------------------ |
| 1993    | Joest Porsche Racing | Porsche     | Porsche 962C | 7      | Gran Turismo | GTP    | Chip Robinson Louis Krages "John Winter" | 180  | Rit                 | Rit                |
| Legenda |                      |             |              |        |              |        |                                          |      |                     |                    |

### Risultati ai 1000 km del Nürburgring
| Anno    | Scuderia        | Costruttore   | Vettura      | Numero | Categoria | Classe | Co-Pilota       | Giri | Risultato di classe | Risultato assoluto |
| ------- | --------------- | ------------- | ------------ | ------ | --------- | ------ | --------------- | ---- | ------------------- | ------------------ |
| 1987    | Kouros Racing   | Mercedes-Benz | Sauber C9    | 62     | Gruppo C  | C1     | Johnny Dumfries | -    | NP                  | NP                 |
| 1988    | Brun Motorsport | Porsche       | Porsche 962C | 6      | Gruppo C  | C1     | Jesús Pareja    | 193  | 5°                  | 5°                 |
| Legenda |                 |               |              |        |           |        |                 |      |                     |                    |

### Risultati nel DTM
(legenda) (Le gare in grassetto indicano la pole position) (Gare in corsivo indicano Gpv)
| Anno | Team                        | Vettura                     | 1         | 2          | 3          | 4         | 5         | 6          | 7         | 8          | 9         | 10       | 11        | 12        | 13        | 14       | 15        | 16        | 17       | 18        | 19        | 20         | 21        | 22       | 23       | 24       | Pos. | Punti |
| ---- | --------------------------- | --------------------------- | --------- | ---------- | ---------- | --------- | --------- | ---------- | --------- | ---------- | --------- | -------- | --------- | --------- | --------- | -------- | --------- | --------- | -------- | --------- | --------- | ---------- | --------- | -------- | -------- | -------- | ---- | ----- |
| 1985 | Pilota privato              | Ford Sierra XR4 TI          | ZOL       | WUN        | AVU        | MFA Rit   | ERD 1     | ERD 2      | DIE 1     | DIE 2      | ZOL Rit   | SIE 26   | NÜR 3     |           |           |          |           |           |          |           |           |            |           |          |          |          | 22º  | 16    |
| 1986 | Ford Ringshausen            | Ford Sierra XR4 TI          | ZOL Rit   | HOC 12     | NÜR Rit    | AVU Rit   | MFA 7     | WUN 4      | NÜR       | ZOL 4      | NÜR 1     |          |           |           |           |          |           |           |          |           |           |            |           |          |          |          | 9º   | 69    |
| 1987 | Ford Ringshausen Motorsport | Ford Sierra XR4 TI          | HOC Rit   | ZOL 7      | NÜR 1      | AVU 2     | MFA 1     | NOR 17     | NÜR 6     | WUN 4      |           |          |           |           |           |          |           |           |          |           |           |            |           |          |          |          | 2º   | 124   |
| 1987 | Ford Ringshausen Motorsport | Ford Sierra RS 500 Cosworth |           |            |            |           |           |            |           |            | DIE 3     | SAL 12   |           |           |           |          |           |           |          |           |           |            |           |          |          |          | 2º   | 124   |
| 1988 | Ford Ringshausen Motorsport | Ford Sierra RS 500 Cosworth | ZOL 1     | ZOL 2      | HOC 1      | HOC 2     | NÜR 1 14  | NÜR 2 Rit  | BRN 1 Rit | BRN 2 19   | AVU 1 Rit | AVU 2 15 | MFA 1 13  | MFA 2 Rit | NÜR 1 14  | NÜR 2 10 | NOR 1 Rit | NOR 2 9   | WUN 1 6  | WUN 2 5   | SAL C     | SAL C      | HUN 1     | HUN 2    | HOC 1 25 | HOC 2 NP | 20º  | 66    |
| 1989 | MS-Jet Racing               | Mercedes 190E 2.3-16        | ZOL 1 8   | ZOL 2 5    | HOC 1 24   | HOC 2 13  | NÜR 1 7   | NÜR 2 4    | MFA 1 12  | MFA 2 6    |           |          |           |           |           |          |           |           |          |           |           |            |           |          |          |          | 6º   | 214   |
| 1989 | MS-Jet Racing               | Mercedes 190E 2.5-16 Evo    |           |            |            |           |           |            |           |            | AVU 1 4   | AVU 2 3  | NÜR 1 4   | NÜR 2 7   | NOR 1 9   | NOR 2 9  | HOC 1 13  | HOC 2 Rit | DIE 1 8  | DIE 2 5   | NÜR 1 Rit | NÜR 2 Rit  | HOC 1 6   | HOC 2 5  |          |          | 6º   | 214   |
| 1991 | Opel Team Schübel           | Opel Omega 3000 Evo 500     | ZOL 1     | ZOL 2      | HOC 1      | HOC 2     | NÜR 1     | NÜR 2      | AVU 1     | AVU 2      | WUN 1     | WUN 2    | NOR 1     | NOR 2     | DIE 1     | DIE 2    | NÜR 1 20  | NÜR 2 17  | ALE 1    | ALE 2     | HOC 1     | HOC 2      | BRN 1     | BRN 2    | DON 1    | DON 2    | NC   | 0     |
| 1993 | Opel Team Joest             | Opel Calibra V6 4×4         | ZOL 1     | ZOL 2      | HOC 1      | HOC 2     | NÜR 1     | NÜR 2      | WUN 1     | WUN 2      | NÜR 1     | NÜR 2    | NOR 1     | NOR 2     | DON 1     | DON 2    | DIE 1     | DIE 2     | ALE 1    | ALE 2     | AVU 1     | AVU 2      | HOC 1 Rit | HOC 2 NP |          |          | NC   | 0     |
| 1994 | Opel Team Joest             | Opel Calibra V6 4×4         | ZOL 1 Rit | ZOL 2 7    | HOC 1 8    | HOC 2 4   | NÜR 1 6   | NÜR 2 Rit  | MUG 1 Rit | MUG 2 Rit  | NÜR 1 8   | NÜR 2 5  | NOR 1 5   | NOR 2 Rit | DON 1 Rit | DON 2 1  | DIE 1 Rit | DIE 2 Rit | NÜR 1 6  | NÜR 2 4   | AVU 1 Rit | AVU 2 Rit  | ALE 1 4   | ALE 2 3  | HOC 1 4  | HOC 2 8  | 8º   | 89    |
| 1995 | Opel Team Joest             | Opel Calibra V6 4×4         | HOC 1 22  | HOC 2 Rit  | AVU 1 Rit  | AVU 2 13  | NOR 1 Rit | NOR 2 Rit  | DIE 1 16  | DIE 2 7    | NÜR 1 Rit | NÜR 2 7  | ALE 1 5   | ALE 2 Rit | HOC 1 2   | HOC 2 4  |           |           |          |           |           |            |           |          |          |          | 12º  | 39    |
| 2000 | Opel Team Phoenix           | Opel Astra V8 Coupé         | HOC 1 3   | HOC 2 13   | OSC 1      | OSC 2 1   | NOR 1 3   | NOR 2      | SAC 1 13† | SAC 2 11   | NÜR 1 5   | NÜR 2 5  | LAU 1 C   | LAU 2 C   | OSC 1 3   | OSC 2    | NÜR 1     | NÜR 2 1   | HOC 1 16 | HOC 2 Rit |           |            |           |          |          |          | 2º   | 162   |
| 2001 | Opel Team Phoenix           | Opel Astra V8 Coupé         | HOC QR 12 | HOC CR 12  | NÜR QR Rit | NÜR CR NP | OSC QR 13 | OSC CR 15  | SAC QR 8  | SAC CR 14  | NOR QR 15 | NOR CR 8 | LAU QR 13 | LAU CR 7  | NÜR QR 12 | NÜR CR 5 | A1R QR 13 | A1R CR 4  | ZAN QR 9 | ZAN CR 13 | HOC QR 11 | HOC CR 4   |           |          |          |          | 9º   | 35    |
| 2002 | Opel Team Phoenix           | Opel Astra V8 Coupé 2002    | HOC QR 18 | HOC CR 17† | ZOL QR 11  | ZOL CR 15 | DON QR 3  | DON CR 14† | SAC QR 18 | SAC CR Rit | NOR QR 8  | NOR CR 7 | LAU QR 11 | LAU CR 5  | NÜR QR 8  | NÜR CR 6 | A1R QR 8  | A1R CR 7  | ZAN QR 5 | ZAN CR 4  | HOC QR 6  | HOC CR Rit |           |          |          |          | 10º  | 7     |
| 2003 | OPC Team Holzer             | Opel Astra V8 Coupé 2003    | HOC 9     | ADR Rit    | NÜR 9      | LAU 12    | NOR 13    | DON Rit    | NÜR 15†   | A1R 10     | ZAN 4     | HOC 19†  |           |           |           |          |           |           |          |           |           |            |           |          |          |          | 10º  | 5     |
| 2004 | OPC Team Holzer             | Opel Vectra GTS V8 2004     | HOC 10    | EST 16     | ADR 13     | LAU 8     | NOR 8     | SHA        | NÜR 12    | OSC 3      | ZAN 8     | BRN 12   | HOC Rit   |           |           |          |           |           |          |           |           |            |           |          |          |          | 12º  | 9     |
| 2005 | OPC Team Holzer             | Opel Vectra GTS V8 2005     | HOC Rit   | LAU 16     | SPA 16†    | BRN Rit   | OSC 15    | NOR 9      | NÜR 20    | ZAN Rit    | LAU 5     | IST 14   | HOC 12    |           |           |          |           |           |          |           |           |            |           |          |          |          | 17º  | 4     |

† - Ritirato, ma classificato perché ha completato il 90% della distanza di gara del vincitore.